# Mariä Geburt und St. Valentin (Burghausen)

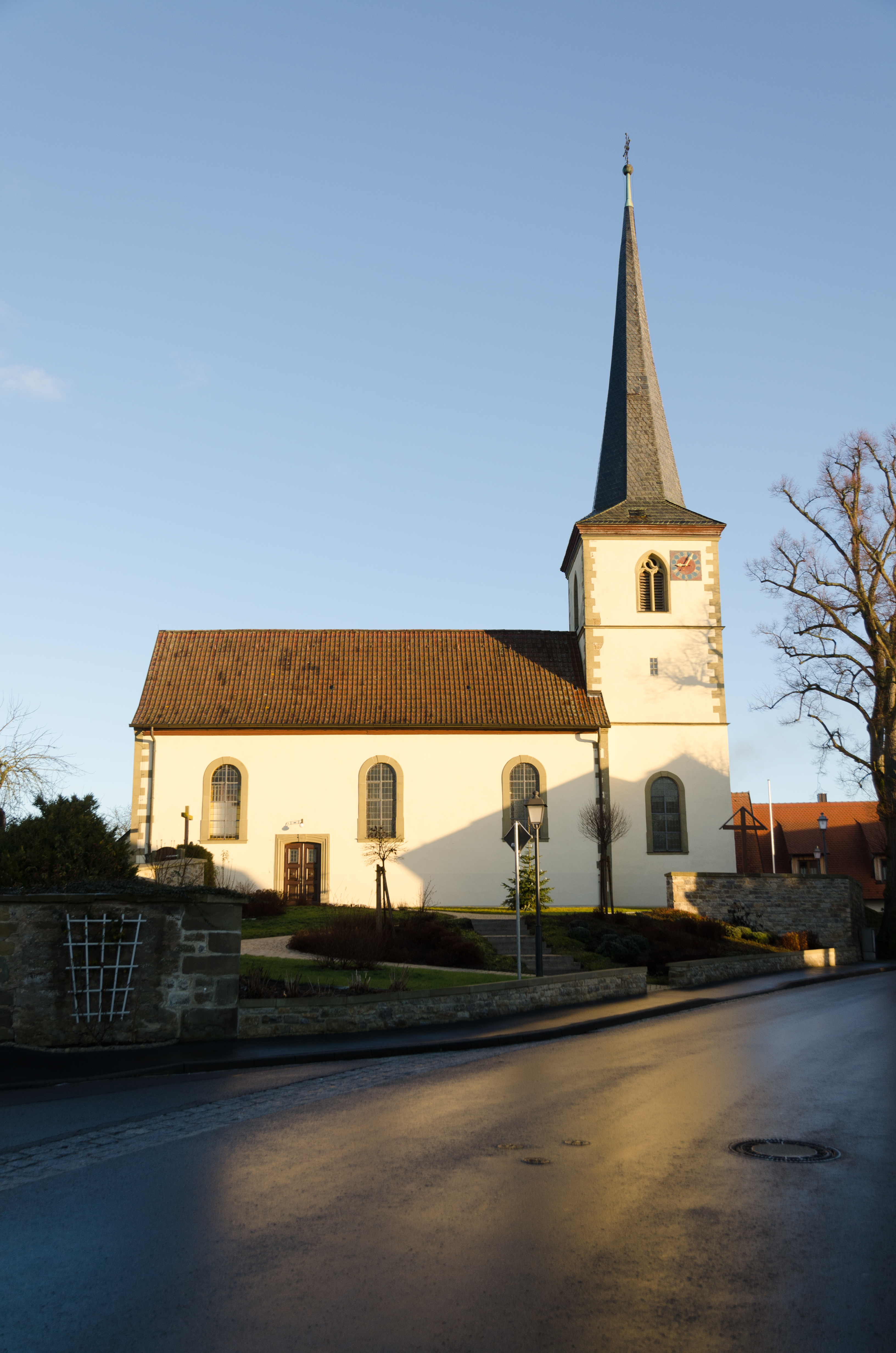
Die Kirche in Burghausen

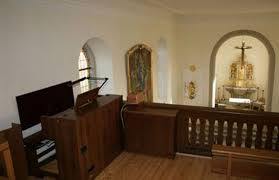
Inneres der Kirche

Die römisch-katholische Pfarrkirche Mariä Geburt und St. Valentin ist die Dorfkirche von Burghausen, einem Ortsteil von Wasserlosen im unterfränkischen Landkreis Schweinfurt. Sie gehört zu den Baudenkmälern von Wasserlosen und ist zusammen mit der Pietà vor der Kirche unter der Nummer D-6-78-192-13 in der Bayerischen Denkmalliste registriert. Burghausen ist Teil der Pfarreiengemeinschaft Maria Hilf Wasserlosen.

## Geschichte
1601 wurde Burghausen von der Urpfarrei Altbessingen abgetrennt und eigene Pfarrei mit Wülfershausen als Filiale. Schon vor Errichtung der Pfarrei war eine kleine Kirche vorhanden, die im Jahr 1584 errichtet wurde. Patrone der Kirche sind Mariä Geburt (8. September) und der heilige Valentin (14. Februar). Pfarreigründer war Andreas Müller (Beiname Sporer) der von 1601 bis 1614 Pfarrer von Burghausen war. Im Jahr 1779 wurde das Langhaus der Kirche umgebaut. 2001 wurde des 400-jährige Bestehen der Pfarrei begangen. Im Jahr 2007 fand eine Innenrenovierung der Kirche statt.

## Beschreibung
Der Kirchturm, ein Julius-Echter-Turm, steht im Osten. In seinem Untergeschoss befindet sich der Chor. Der Hochaltar besteht aus einem steinernen Sockel mit Tabernakelaufsatz. An der nördlichen Langhauswand ist ein Gemälde (wohl der Muttergottes) angebracht, das früher ein Altarbild gewesen sein dürfte. Die Empore ist an der Westseite eingebaut.